# Margaret Robertson
Margaret Robertson (* um 1910; † 20. oder 21. Jahrhundert) war eine kanadische Badmintonspielerin.

## Karriere
Margaret Robertson wurde 1933 erstmals kanadische Meisterin, wobei sie im Mixed mit George Goodwin erfolgreich war. Ein weiterer Titelgewinn mit ihm folgte 1935 ebenso wie zwei Siege im Damendoppel mit Ruth Robertson 1935 und 1936.

## Sportliche Erfolge
| Saison | Veranstaltung                 | Disziplin   | Platz | Name                                    |
| ------ | ----------------------------- | ----------- | ----- | --------------------------------------- |
| 1933   | Kanada: Einzelmeisterschaften | Mixed       | 1     | George Goodwin Jr. / Margaret Robertson |
| 1935   | Kanada: Einzelmeisterschaften | Mixed       | 1     | George Goodwin Jr. / Margaret Robertson |
| 1935   | Kanada: Einzelmeisterschaften | Damendoppel | 1     | Margaret Robertson / Ruth Robertson     |
| 1936   | Kanada: Einzelmeisterschaften | Damendoppel | 1     | Margaret Robertson / Ruth Robertson     |